# Лазар (Цілком таємно)
Лазар — п'ятнадцята частина першого сезону серіалу «Цілком таємно» («Секретні матеріали»).

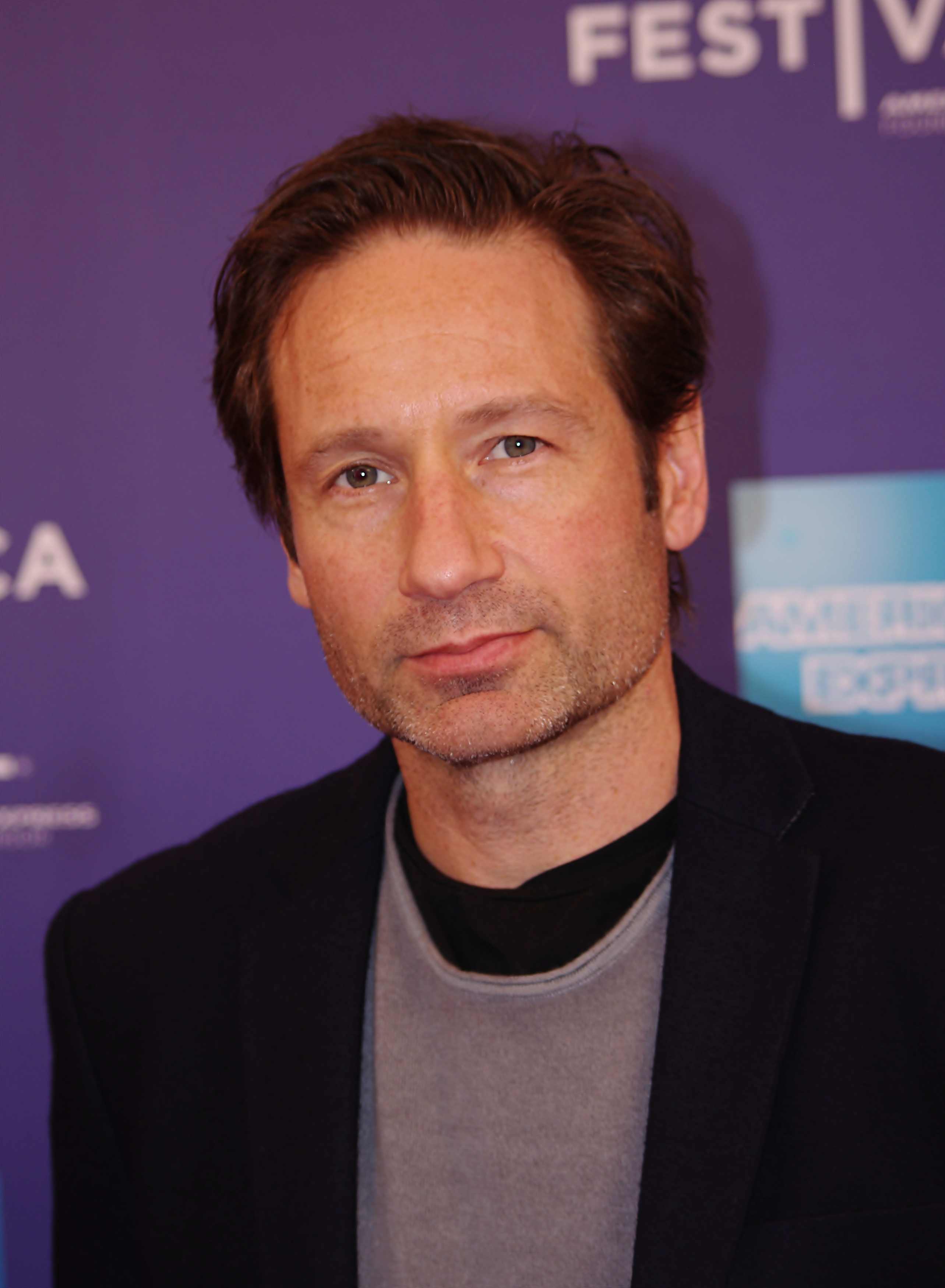

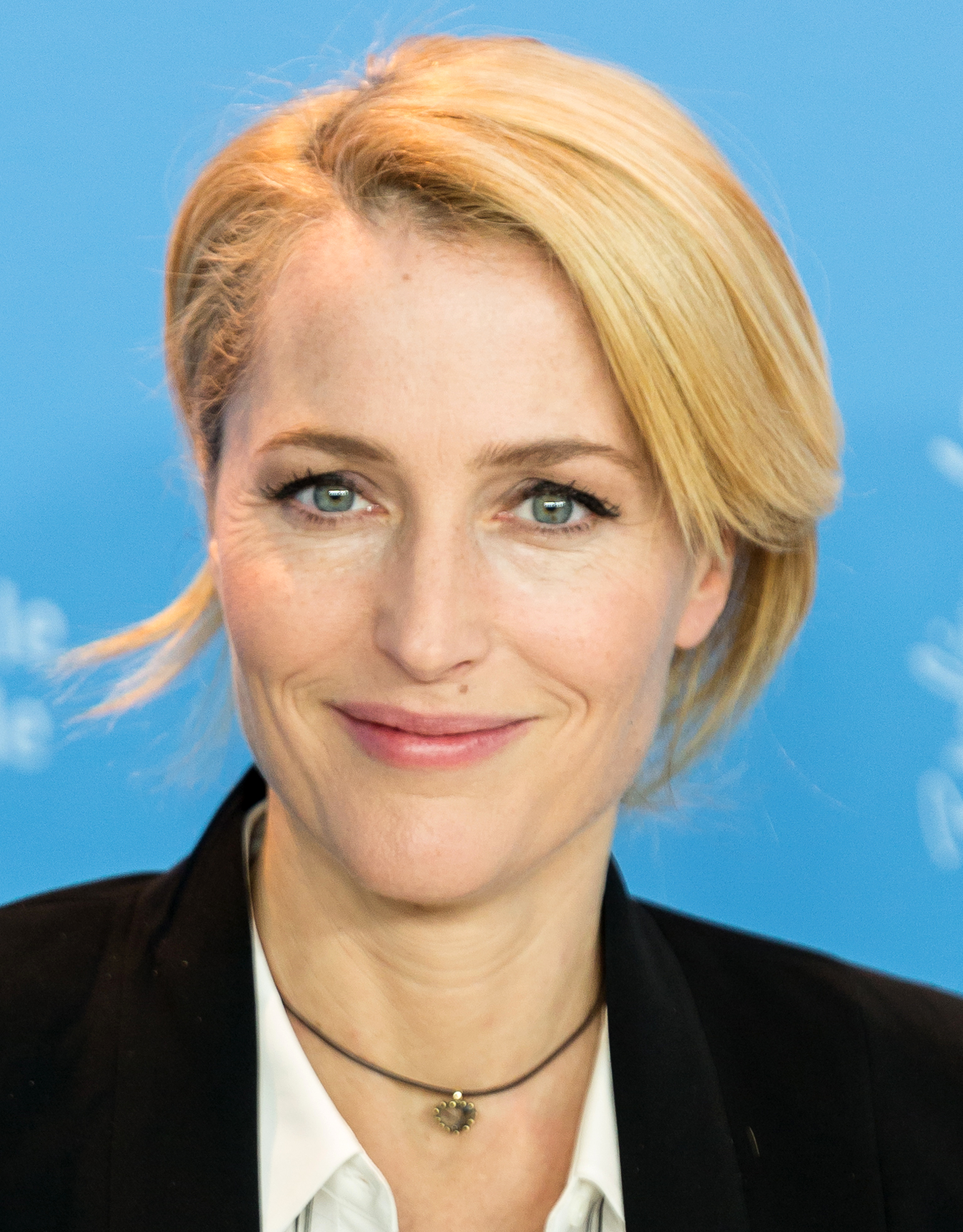

## Короткий зміст
Дейна Скаллі допомагає колишньому колезі, Джеку Віллісу, в затриманні жорстоких банківських грабіжників Воррена Дюпре й Лули Філіпс. Діючи згідно анонімних даних, два агенти заганяють Дюпре в кут під час невдалого пограбування. Дюпре завдає важкого поранення Віллісу, вистреливши з дробовика, Скаллі смертельно поцілює в Воррена. У лічниці намагаються реанімувати Вілліса, застосовуючи дефібрилятор. Однак на дефібрилятор реагує тіло Дюпре, щодо якого вже констатовано смерть, Вілліс оживає на 13-й хвилині.
Через декілька днів Вілліс приходить до тями в лікарні. Вкравши одяг іншого пацієнта, він вирушає до моргу, де відшукує тіло Дюпре та відрізує пальці — щоби зняти обручку, після чого утікає з лікарні. Скаллі пояснює Малдеру, що Вілліс був одержимий протягом року справою Дюпре-Філіпс та зізнається, що зустрічалася з Віллісом, коли він був її інструктором в академії ФБР. З'ясовується, що для відтинання пальців Дюпре ножиці використовував лівша — хоча Вілліс був правшею. Даний факт наштовхує Малдера на думку, що в тілі Вілліса перебуває свідомість Дюпре. Агенти в університеті Меріленду відвідують професора-медика, творця теорії про те, що в часі випадків близьких смертей енергія, що звільняється, може докорінно змінити чиюсь сутність.
Вілліс виявляє татуювання Дюпре на своїй руці, по тому вривається у квартиру брата Лули Томмі й убиває його — Джек переконаний, що це Томмі видав його ФБР та став причиною «смерті». Наступного дня Вілліс проходить кілька тестів, котрі дає йому Скаллі. Однак коли Малдер пропонує йому підписати несправжню поздоровчу листівку до дня народження Дейни (котре має бути через 2 місяці), Вілліс підписує лівою рукою. Скаллі скептично відноситься до тверджень Малдера щодо вселення Дюпре в тіло Вілліса — переконана, що останній перебуває в стані стресу через близькість до смерті.
Коли власник будинку викликає ФБР, щоб видати місцезнаходження Лули Філіпс, Дейна і Вілліс вриваються всередину, аби її арештувати. Коли Скаллі заганяє Лулу Філіпс в кут, Вілліс бере Дейну на приціл та примушує надягти собі наручники. Скаллі утримують в будинку Філіпс, наручниками припевнюють до батареї та б'ють. В тому часі Вілліс зумів переконати Лулу, що насправді він Дюпре. Вілліс телефонує Малдеру та повідомляє, що він та Лулу утримують Дейну в заручниках.
Скаллі, перебуваючи прикутою, помічає, що Вілліс-Дюпре випив чимало содової води, вона розуміє, що Вілліс — діабетик, а йому для прожиття необхідний інсулін. Філіпс та Вілліс-Дюпре грабують аптеку, щоб здобути необхідний лікарський засіб. Філіпс дзвонить до Малдера та вимагає 1 мільйон доларів відкупного за Скаллі. Малдер вираховує приблизне місцезнаходження злочинців за звуком близькопролітаючого літака, за його поданням ФБР посилає загони поліцейських, замаскованих під цивільних осіб, щоби перевірили кожний будинок в пошуках Лули. Однак Лула відмовляється дозволити Віллісу скористатися інсуліном, розповідаючи, що вона не має почуттів до нього, та сама повідомляє ФБР про пограбування, в якому Дюпре потрапив у засідку.
Вілліс-Дюпре робить вигляд, що мертвий, коли ж Лула кидає в нього весільне кільце, хапає пістолет та стріляє в жінку. Через мить сам помирає від нестачі інсуліну, татуювання на його руці зникає. Малдер прибуває на місце злочину й звільняє Скаллі. Згодом Дейна забирає речі Вілліса з моргу, зокрема, годинник, котрий вона подарувала в день його 35-ліття. Годинник зупинився о 18-47 — час, коли Вілліс помер після поранення в банку.

## Знімались
| Актор             | Роль          |
| ----------------- | ------------- |
| Девід Духовни     | Фокс Малдер   |
| Джилліан Андерсон | Дейна Скаллі  |
| Чек Веррелл       | Лула Філіпс   |
| Крістофер Оллпорт | Джек Вілліс   |
| Джексон Девіс     | агент Брускін |
| Каллум Кіт Ренні  |               |

## Принагідно
- Lazarus
- "Lazarus" на Internet Movie Database